# Samtgemeinde Liebenau
La comunità amministrativa di Liebenau (Samtgemeinde Liebenau) si trovava nel circondario di Nienburg/Weser nella Bassa Sassonia, in Germania.
A partire dal 1º novembre 2021 si è fusa con la Samtgemeinde Marklohe per costituire la Samtgemeinde Weser-Aue.

## Suddivisione
Comprendeva 3 comuni:
1. Binnen
2. Liebenau (comune mercato)
3. Pennigsehl

Il capoluogo era Liebenau.